# Fidan Aliti
Fidan Aliti, född 3 oktober 1993 i Binningen, Schweiz, är en kosovoalbansk fotbollsspelare (försvarare) som spelar för schweiziska FC Zürich.